# Richard H. Ranger

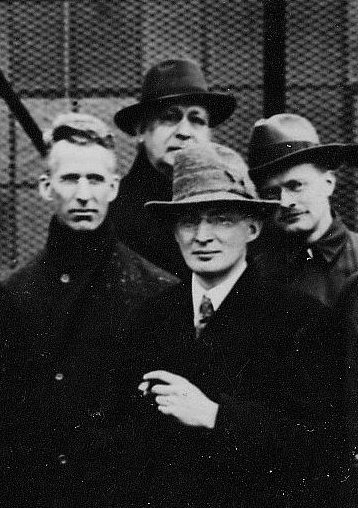
Richard Howland Ranger, ganz rechts im Bild, 1921 bei der RCA

Richard Howland Ranger (* 13. Juni 1889 in Indianapolis, Indiana; † 10. Januar 1962) war ein US-amerikanischer Elektrotechniker, Musikingenieur und Erfinder, der 1956/1957 mit einem Oscar für technische Verdienste für die Entwicklung eines synchronen Aufnahme- und Wiedergabesysstems für Viertelzoll-Magnetbänder ausgezeichnet wurde.

## Biografie
Ranger war der Sohn von John Hilliard und Emily Anthen Gillet Ranger. Während des Ersten Weltkriegs diente er in der Fernmeldetruppe des United States Army Signal Corps, wo er es bis zum Major brachte. Er arbeitete in dieser Zeit in Frankreich und war für kurze Zeit Leiter eines Labors in Fort Monmouth. 1918 schrieb er unter dem Titel Artillery Lines of Communication eine Monografie für das Militär. Nach Kriegsende besuchte er von 1919 bis 1923 das Massachusetts Institute of Technology und erwarb dort den Bachelor in Elektrotechnik. In dieser Zeit veröffentlichte er auch ein Buch für Radio-Enthusiasten mit dem Titel The Radio Pathfinder.
Im Jahr 1924 gelang es Ranger, der als Ingenieur bei der Radio Corporation of America (RCA) arbeitete, einen Vorläufer heutiger Faxgeräte zu entwickeln. Ein Foto des damaligen Präsidenten Calvin Coolidge wurde im November 1924 von New York nach London geschickt und war somit das erste Foto, das von einem transozeanischen Radiofax reproduziert wurde. Die kommerzielle Nutzung dieser Erfindung ließ aber noch zwei Jahre auf sich warten.
Ranger gründete 1930 in Newark in New Jersey eine Firma unter dem Namen Rangertone, Inc. Sein für die Firma entwickelter Rangertone Elektromischer, ein Tonhöhenanschlag für die unterste Oktave eines großen Orgelpedals, beispielsweise installiert im Konzertsaal der Skinner Hall of Music, Vassar College, war eine seiner Erfindungen die tatsächlich verkauft wurden. 1932 erfand er eine NBC-Glockenspielmaschine, den „Chimeless Chime“, einen Drei-Noten-Synthesizer, der die Verwendung von echten Glocken für die bekannte GEC-Signatur des NBS-Radios ersetzt. Darüber hinaus verband er sein elektrisch betriebenes Glockenspiel mit Außenlautsprechern, was in etwa eine ähnliche Wirkung erzielte wie bei Kirchenglocken. Weitere Erfindungen in diesem Bereich schlossen sich daran an.
Während des Zweiten Weltkriegs diente Ranger als Oberst wiederum im US Army Signal Corps. Er wurde als Leiter für Radar und Kommunikation in den Radio- und Radar-Testlabors in Orlando in Florida eingesetzt. Später schickte man ihn nach Europa, wo er Teil der Operation Overcast wurde, eines militärischen Geheimprojektes der USA, die nach der Niederlage Nazideutschlands am Ende des Zweiten Weltkriegs deutsche Wissenschaftler und Techniker rekrutierte, um sich deren militärtechnisches Können und Wissen zu sichern. Ranger schrieb in dieser Zeit zwischen 1944 und 1946 Abhandlungen über elektrische Komponenten, Kommunikation, Fernsehen und vor allem Magnetbandaufnahmen. Seine Arbeit führte vor allem zur Weiterentwicklung von Tonbandgeräten. Ranger entwickelte ein Produkt, dem die deutsche Technologie, hier vor allem des Elektrokonzerns AEG, zugrunde lag und demonstrierte seine Erfindung potentiellen Nutzern, so auch den Mitgliedern des Instituts für Radioingenieure, der National Broadcasting Company, der Radio Corporation of America, dem American Institute of Electrical Engineers und auch Einzelpersonen, wie beispielsweise dem Sänger Bing Crosby.
Ranger verfeinerte sein Verfahren weiter, was zu einer verbesserten Synchronisation von Ton und Bild in Filmen führte. Die Academy of Motion Picture Arts and Sciences zeichnete Ranger 1956/1957 für seine Entwicklung des Tonbandgerätes und die Synchronisation von Film und Ton („For the development of a synchronous recording and reproducing system for quarter-inch magnetic tape“) mit einem Oscar für technische Verdienste (Klasse III) aus.
Richard H. Ranger wurde 1997 in die New Jersey Inventors Hall of Fame aufgenommen.

## Privates
Im Jahr 1923 heiratete Ranger Laura Lewis aus Montclair in New Jersey. Nach seinem Tod im Jahr 1961 wurde Rangers Firma an einen jungen Angestellten verkauft. Das Unternehmen wurde in Rangertone Research umbenannt und privatisiert.